# Rite byzantin

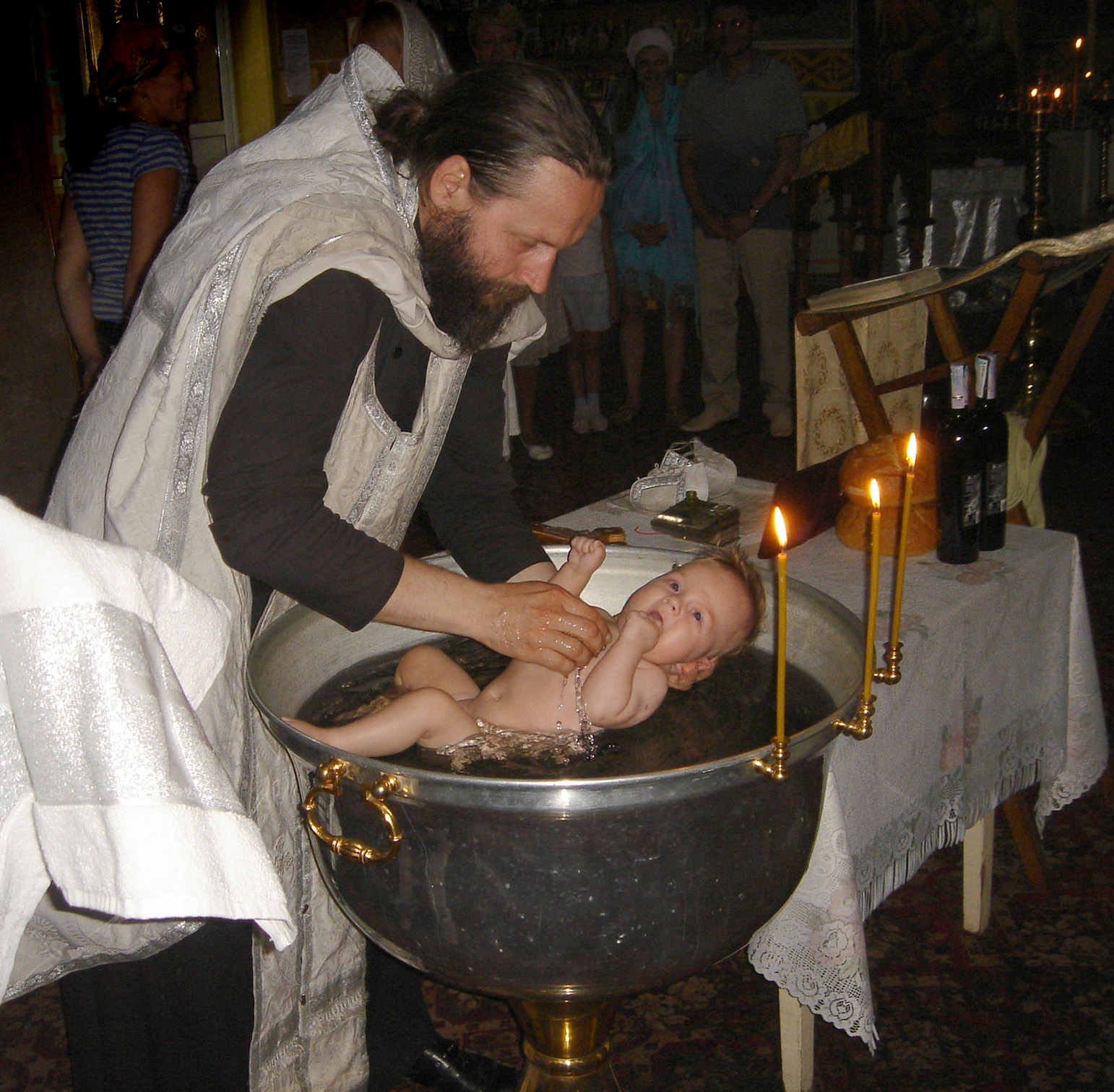
Sacrement du baptême selon le rite byzantin.

Le rite byzantin, ou rite constantinopolitain, est un des rites liturgiques orientaux employé par dix-sept Églises catholiques orientales et la majorité des Églises orthodoxes. Des variantes du rite byzantin sont utilisées par des Églises catholiques, orthodoxes et protestantes.

## Historique
Le rite byzantin provient de la synthèse entre l'ancien rite cathédral de l'Église de Constantinople, tombé en désuétude à partir du Xe siècle, et la forme monastique du rite de l'Église de Jérusalem, lui-même tombé en désuétude à partir des croisades.

## Caractéristiques

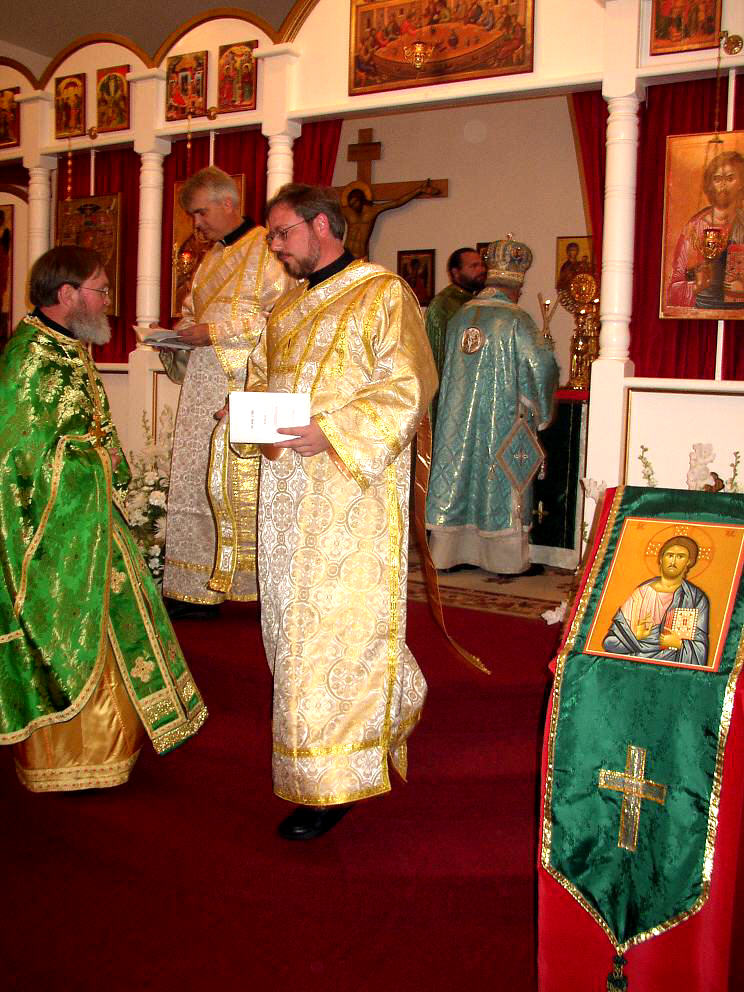
Le clergé orthodoxe : un évêque (près de l'autel, derrière l'iconostase), un prêtre (à gauche) et deux diacres (au centre, en vêtements dorés).

Le rite byzantin comporte, à l'instar des autres familles liturgiques comme le rite romain différents éléments qui le constituent. À savoir la Divine Liturgie qui est la célébration de l'eucharistie ; les sept mystères ou sacrements qui sont le baptême, la chrismation (ou confirmation) et l'eucharistie pour les trois sacrements de l'initiation, la pénitence et l'onction qui sont les deux sacrements de guérison et finalement le couronnement ou mariage et l'ordination qui sont les deux sacrements du service ; la Liturgie des Heures formée des matines, des vêpres, des vigiles et des autres heures ; une année liturgique comportant un calendrier avec des cycles fixes et mobiles des périodes de jeûnes, de fêtes et de commémorations. Il y a aussi des services dits mineurs tels que les bénédictions, consécrations d'églises, exorcismes, etc..
Tous les services liturgiques sont consignés dans des ouvrages formés de l'ordinaire qui contient les parties fixes et invariables ainsi que du propre qui contient les parties spécifiques à la célébration en cours. Pour la liturgie des Heures, le livre utilisé est l'Horologion. Pour le cycle mobile, trois livres sont utilisés : le Triodion pour le temps de carême, le Pentecostarion pour la période de Pâques et de la Pentecôte ainsi que l'Octœchos pour le reste du temps. Pour les commémorations et fêtes, il y a douze livres, un par mois, appelés Menaion qui contiennent les textes propres à chaque célébration.

### Langue liturgique
Plusieurs langues liturgiques sont utilisées :
- le grec ancien, et le grec de la koiné.
- le slavon
- le roumain
- le géorgien
- l'arménien classique

et les langues des pays où est célébrée la Liturgie, l'Église ayant pour principe, quand c'est possible, de célébrer en langue vernaculaire.

### Liturgie eucharistique

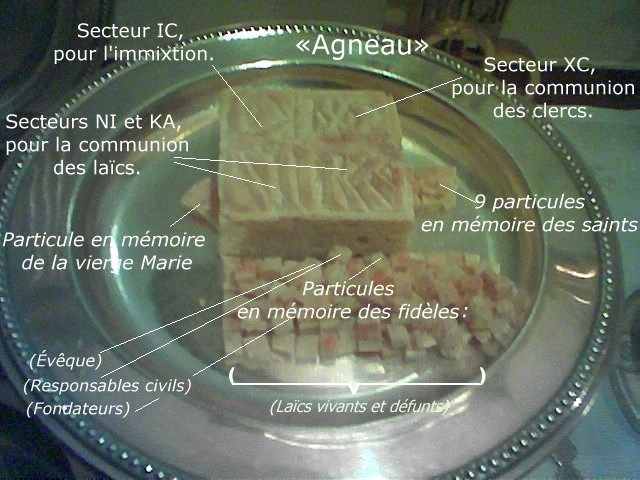
Répartition du pain (Prosphora) sur la Patène durant le Rite byzantin.

Trois liturgies sont utilisées dans le rite Byzantin. La « Liturgie de saint Jean Chrysostome » est la liturgie habituellement employée. Deux autres liturgies sont également célébrées pendant l'année liturgique, la « Liturgie de saint Basile de Césarée » (célébrée dix fois pendant l'année), et la « Liturgie de saint Grégoire dite des saints dons présanctifiés » (célébrée pendant le Grand Carême). La célébration de la Liturgie de saint Jacques est également en usage dans certaines Églises byzantines, par exemple lors de la fête de saint Jacques « frère du Seigneur ».
Exemple de Divine Liturgie de saint Jean Chrysostome : film, intégrale de la Divine Liturgie de Pentecôte à Bruxelles (en français), célébrée en la paroisse saint Silouane l'Athonite et saint Martin de Tours

### Calendrier et année liturgique
Le calendrier julien a longtemps été le seul utilisé. Il reste encore en usage dans plusieurs Églises :
- l'Église orthodoxe de Jérusalem
- l'Église orthodoxe de Russie
- l'Église orthodoxe géorgienne
- l'Église orthodoxe arménienne
- l'Église orthodoxe serbe (qui utilisa avant la Seconde Guerre mondiale le calendrier julien corrigé)
- la République monastique du Mont Athos

D'autres Églises ont adopté un calendrier ressemblant (à court terme seulement ) au calendrier grégorien. Ce nouveau calendrier est utilisé pour les fêtes fixes, à la suite d'une décision d'un synode partiellement pan-orthodoxe qui eut lieu en mai 1924 à Constantinople. Il est appelé « nouveau calendrier » ou plus exactement « calendrier julien corrigé ». Elles conservent cependant le calendrier julien pour déterminer la date de Pâques. L'abandon du calendrier julien a provoqué des schismes dans plusieurs de ces Églises avec l'apparition des vieux-calendaristes.
Celles qui adoptèrent le « calendrier julien corrigé » furent :
- l'Église orthodoxe de Constantinople ;
- l'Église orthodoxe d'Alexandrie ;
- l'Église orthodoxe d'Antioche;
- l'Église orthodoxe de Chypre ;
- l'Église orthodoxe de Grèce ;
- l'Église orthodoxe roumaine ;
- l'Église orthodoxe polonaise ;
- l'Église orthodoxe tchèque et slovaque ;
- l'Église orthodoxe bulgare (qui l'a adopté en 1968) ;
- l'Église orthodoxe de Finlande est la seule Église locale à n'utiliser que le calendrier julien corrigé.

### Art sacré
- les Icônes
- les statues, anciennement du moins

### Musique
Comme dans toutes églises orthodoxes, l'utilisation d'instruments de musique est totalement proscrit. L'accompagnement musical se fait donc exclusivement par Chorale. À noter que c'est aussi le cas pour la majorité des églises orientales, à l'exception de l'église orthodoxe éthiopienne (de rite guèze) qui utilise lors des messes un (des) tambour (s) et l'église apostolique arménienne (de rite arménien) qui utilise l'orgue (lors de certaines célébrations).
Le chant byzantin est inscrit sur la liste représentative du patrimoine culturel immatériel de l'humanité en décembre 2019.

## Liste des Églises utilisant le rite byzantin
| Parmi les 23 Églises catholiques orientales, 14 Églises catholiques utilisent un rite issu de la tradition byzantine | Église orthodoxe (19) :                              | Confession protestante (1) :                                          |
| --- | ---------------------------------------------------- | --------------------------------------------------------------------- |
| Église grecque-catholique melkite                                                                                    | Église orthodoxe d'Antioche                          |                                                                       |
| Église grecque-catholique melkite                                                                                    | Église orthodoxe de Jérusalem                        |                                                                       |
| Église grecque-catholique melkite                                                                                    | Église orthodoxe d'Alexandrie                        |                                                                       |
| Église grecque-catholique ukrainienne                                                                                | Église orthodoxe d'Ukraine                           | Église luthérienne ukrainienne utilise une variante du rite byzantin. |
| Église grecque-catholique ukrainienne                                                                                | Église orthodoxe d'Ukraine (Patriarcat de Moscou)    | Église luthérienne ukrainienne utilise une variante du rite byzantin. |
| Église grecque-catholique roumaine                                                                                   | Église orthodoxe roumaine                            |                                                                       |
| Église grecque-catholique hellène                                                                                    | Église orthodoxe de Constantinople                   |                                                                       |
| Église grecque-catholique hellène                                                                                    | Église de Grèce                                      |                                                                       |
| Église grecque-catholique albanaise                                                                                  | Église orthodoxe d'Albanie                           |                                                                       |
| Église grecque-catholique italo-albanaise                                                                            | Église orthodoxe d'Albanie                           |                                                                       |
| Église grecque-catholique bulgare                                                                                    | Église orthodoxe bulgare                             |                                                                       |
| Église grecque-catholique croate et serbe                                                                            | Église orthodoxe serbe                               |                                                                       |
| Église grecque-catholique russe                                                                                      | Église orthodoxe russe                               |                                                                       |
| Église grecque-catholique biélorusse                                                                                 | Église orthodoxe russe                               |                                                                       |
| Église grecque-catholique slovaque                                                                                   | Église orthodoxe des Terres tchèques et de Slovaquie |                                                                       |
| Communauté grecque-catholique géorgienne                                                                             | Église orthodoxe géorgienne                          |                                                                       |
| Église grecque-catholique ruthène                                                                                    |                                                      |                                                                       |
| Église grecque-catholique hongroise                                                                                  |                                                      |                                                                       |
| Église grecque-catholique macédonienne                                                                               |                                                      |                                                                       |
| | Église de Chypre                                     |                                                                       |
| | Église orthodoxe polonaise                           |                                                                       |
| | Église orthodoxe en Amérique                         |                                                                       |

## Variantes
Le rite ukrainien en usage dans l'Église grecque-catholique ukrainienne est une variante latinisée du rite byzantin.
Le rite russe ancien utilisé par les Orthodoxes vieux-croyants a également des caractéristiques propres .
- Église byzantine hors frontière

L'Église luthérienne ukrainienne utilise une variante du rite byzantin.